# Usun Yoon
Usun Yoon (en coréen: 윤 우순 ) est une actrice et reporter sud-coréenne, née à Pusan en 1977, qui fait carrière en Espagne.

## Biographie
Elle étudie les sciences politiques et les relations internationales à l'Université nationale de Pusan (1994-1996), et s'installe plus tard à Toronto pour y suivre des études (1996-1998).
Puis elle étudie l'art dramatique à la compagnie théâtrale La Barraca à Madrid (2002-2004). 
Elle travaille ensuite comme modèle publicitaire et participe à plusieurs vidéo-clips (pour Alejandro Sanz, The Corrs ou Carlos Jean).

## Filmographie

### Cinéma
- 2003 : Mala uva, Javier Domingo.
- 2003 : Inconscientes, Joaquín Oristell
- 2003 : La luna en botella,
- 2003 : Cosas que hacen que la vida valga la pena , Manuel Gómez Pereira
- 2005 : Hotel Tívoli, Antón Reixa
- 2005 : Torrente 3 , Santiago Segura
- 2005 : Un corte a su medida  (court-métrage), Aric Chetrit

### Télévision
- Odiosas
- Motivos personales (Tele 5)
- Lobos (Antena 3)
- Manolito Gafotas (Antena 3)
- La sopa boba (Antena 3)
- Escenario Madrid

## Comme reporter
- Punto y Medio - 2003 / 2004 (Canal Sur)
- Ratones Coloraos - 2004 / 2006 (Canal Sur)
- El Intermedio – 2006/2008 (La Sexta)